# Navruz Joʻraqobilov
Navruz Axmadovich Joʻraqobilov (ur. 17 marca 1984) – uzbecki judoka, brązowy medalista mistrzostw świata.
Największym sukcesem zawodnika jest brązowy medal mistrzostw świata w Paryżu w kategorii do 73 kg.